# 温水村
温水村（ぬるみずむら）は、かつて神奈川県愛甲郡に存在した村である。1889年の町村制施行によって、愛名村、愛甲村、恩名村、戸室村、長谷村、船子村の6村と合併し南毛利村になった。1955年2月1日に厚木町、小鮎村、玉川村、睦合村と合併し現在は厚木市になった。

## 概要
「温水」の名称は、1536年（天文5年）の文章での「ぬる水かう」が初見である。古くは「温水」もしくは「生湯水」などの名称が用いられていたが、1594年（文禄3年）の検地の際に正式に「温水」に定められたとされている。
また、かつての資料によっては、温水村のみならず、温水村の枝村として「高坪村」(源正寺 (厚木市)等)と「浅間山村」が挙げられていた。『風土記稿』という書物には、「本村」、「高坪村」、「浅間村」、「赤羽根村」の名前も挙げられている。

## 地理
かつての村域の中央部から東にかけては水田が広がっており、現在では耕地も整理されている。北部の台地は「尼寺原」（あまでらはら、にんじはら）と呼ばれており、1962年（昭和37年）からは尼寺原工業団地の造成が始まった。